# اوکل
شهر اوکل (به فرانسوی: Uccle) در شهرستان بروسل در منطقه بروکسل در کشور بلژیک واقع شده‌است.

## نگارخانه

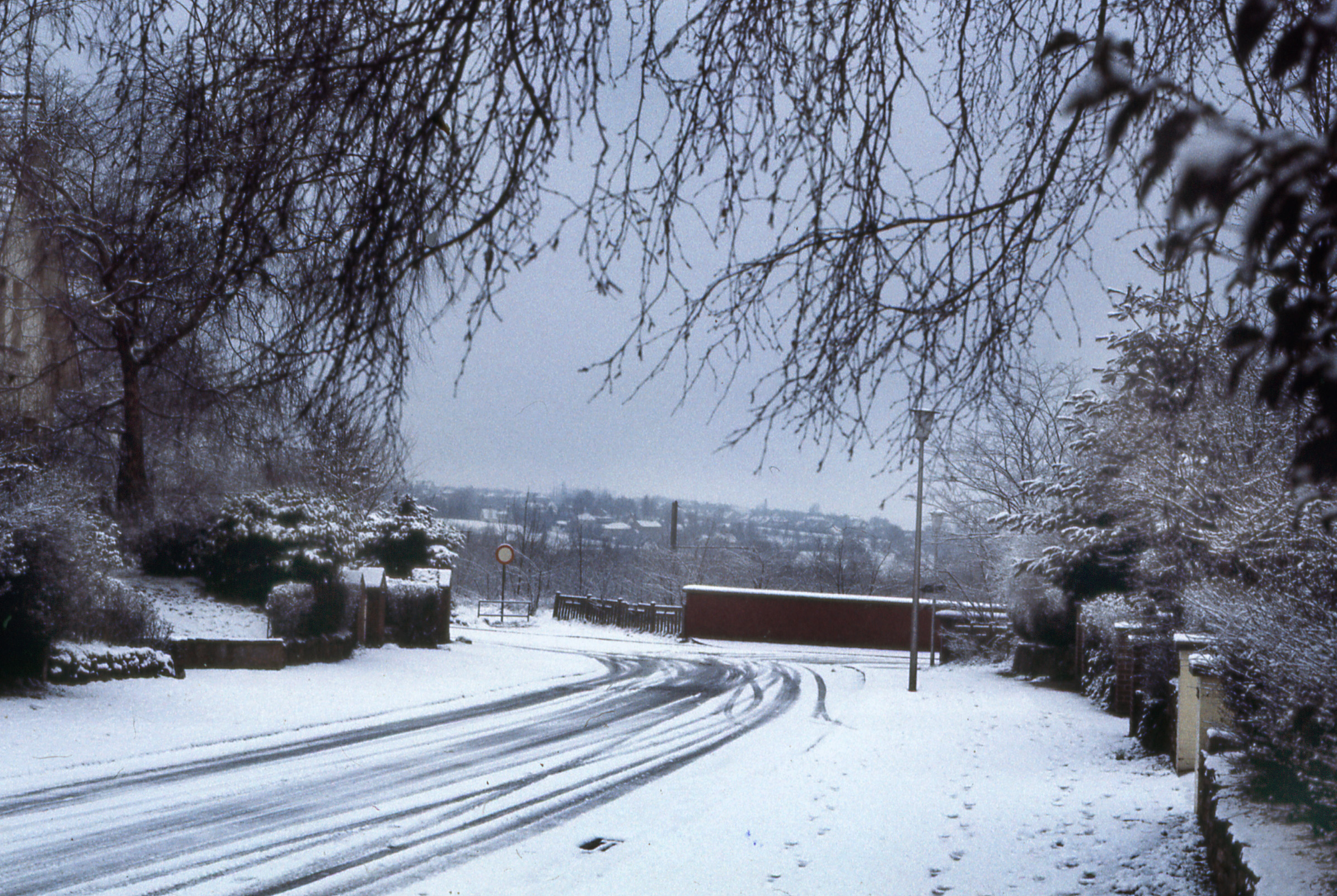
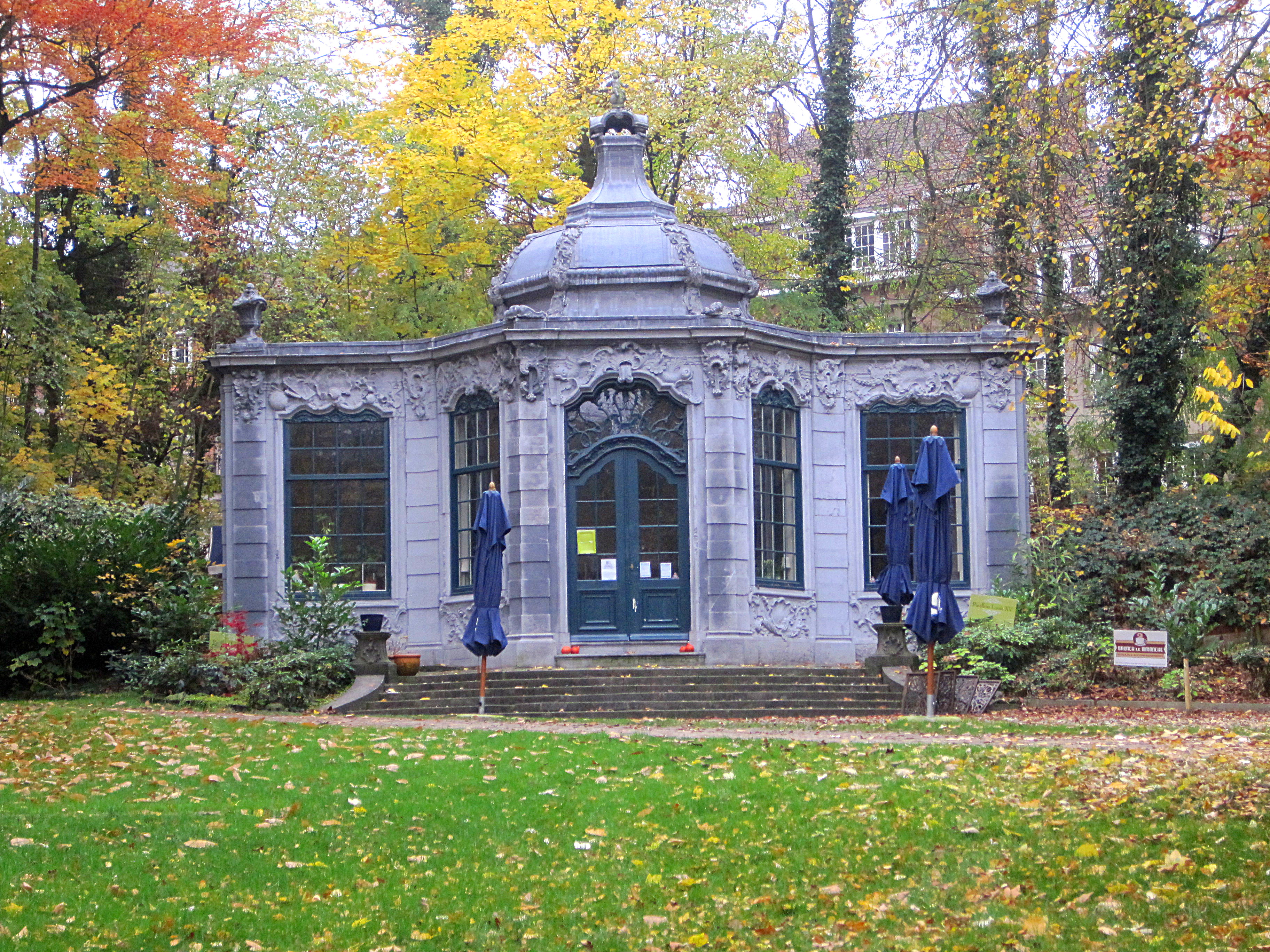
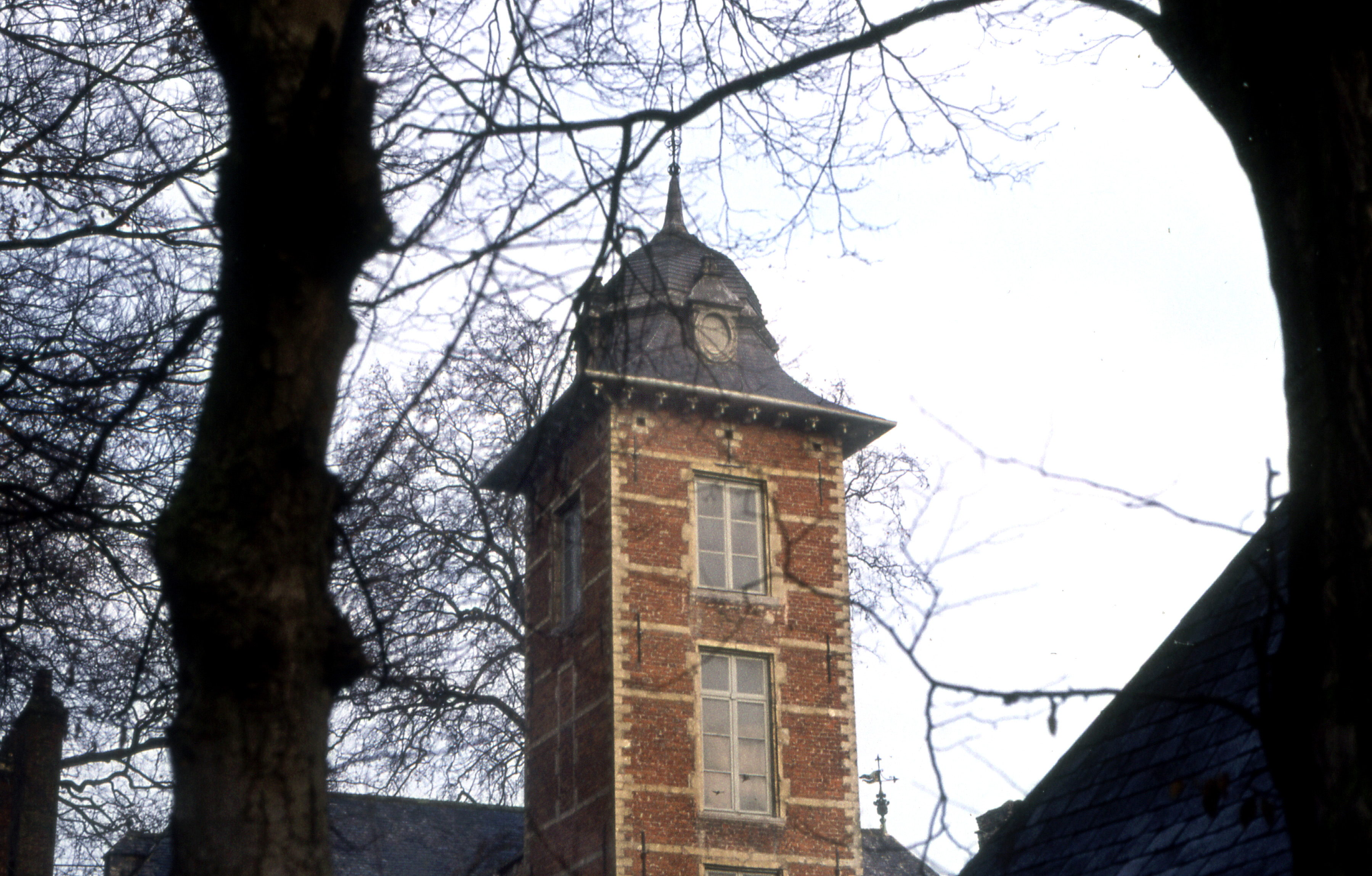
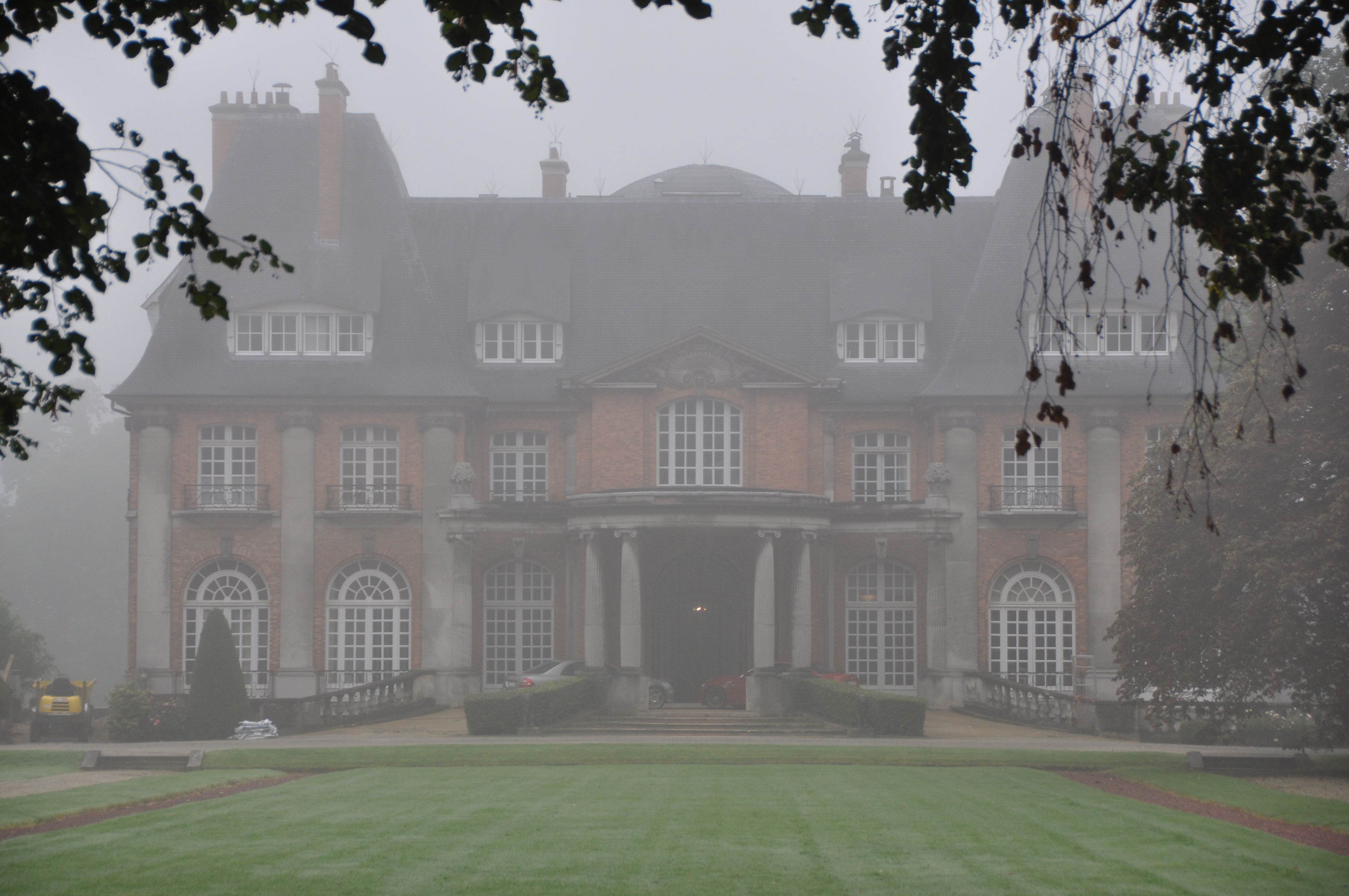